# La Codosera
La Codosera est une commune d’Espagne, dans la province de Badajoz, communauté autonome d'Estrémadure.  

## Situation géographique
Elle est située près de la frontière avec le Portugal, à l'extrémité orientale de la Serra de São Mamede (en).
Le point culminant de la commune est le Lamparona, d’une altitude de 596 m.

## Histoire
À la fin du XVIIIe siècle après la chute de l'Antiguo Régimen de España (es) (Ancien régime en Espagne) et l'avènement de l'Estado liberal (es) (l'État libéral en Espagne), la localité est devenue une municipo constitutional de la région d'Estrémadure, alors connue sous le nom de La Codoseva ou Codosera. À partir de 1834, elle fait partie de la juridiction de Badajoz.

## Population et société

### Démographie
En 1842, La Codosera, alors petit village, compte 187 ménages ou 690 habitants. Lors du recensement de 2022 la population s'élève à 2025 administrés.

### Particularité linguistique
En tant que ville située à la frontière avec le Portugal, l'espagnol parlé localement  regorge de mots issus du portugais. Le contact entre les deux cultures depuis des siècles a conduit la population à maîtriser indistinctement les deux langues, tout en créant une sorte d'idiome local désigné par le terme portuñol. En outre, la venue de nombreux travailleurs portugais au XVIIIe siècle a facilité le développement du bilinguisme. Aujourd'hui, presque tous les habitants de la région sont bilingues, car ils entretiennent des relations familiales et de voisinage étroites avec ceux des villages portugais frontaliers[réf. nécessaire].

## Culture locale et patrimoine

### Apparitions mariales
Aujourd'hui, la ville est surtout connue pour son Sanctuaire dédié à Notre-Dame des Douleurs, car en 1945, deux enfants,  Marcelina Barroso Expósito et Afra Brígido Blanco, ont dit avoir été témoins de plusieurs apparitions mariales. Par la suite, l'évêque de Badajoz a autorisé la construction d'un grand sanctuaire, baptisé Chandavila
Chaque année, le dernier dimanche du mois de mai, le sanctuaire accueille le pèlerinage de la Vierge de Chandavila. Des cérémonies religieuses sont organisées pour célébrer les apparitions de 1945.

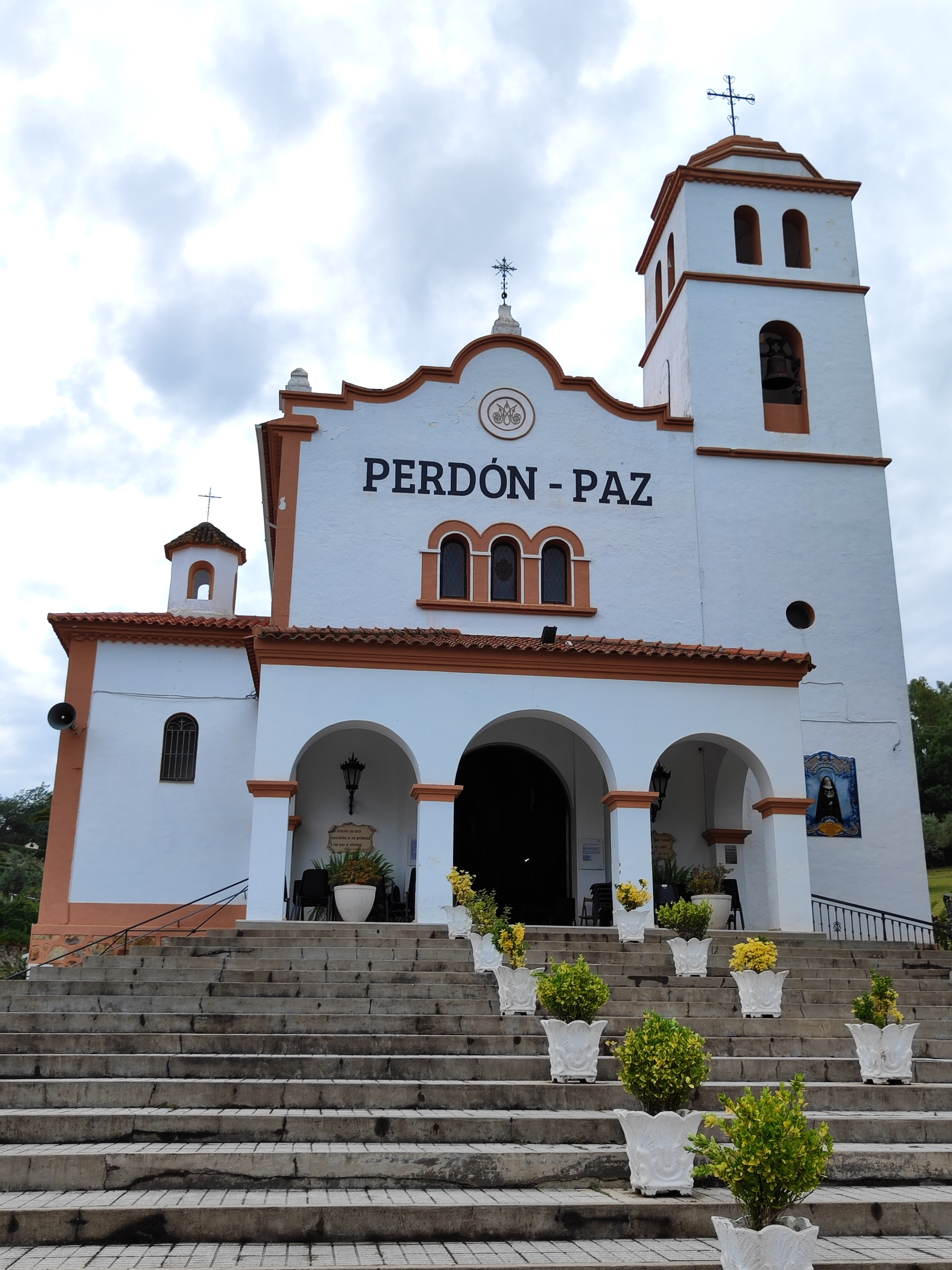
Le Sanctuaire dédié  à Notre-Dame des Douleurs de Chandavila, à La  Codosera .
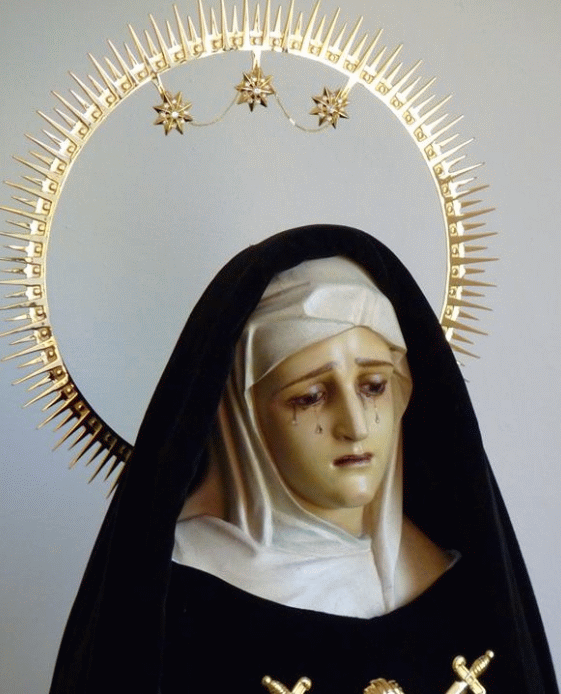
Notre-Dame des Douleurs de Chandavila.
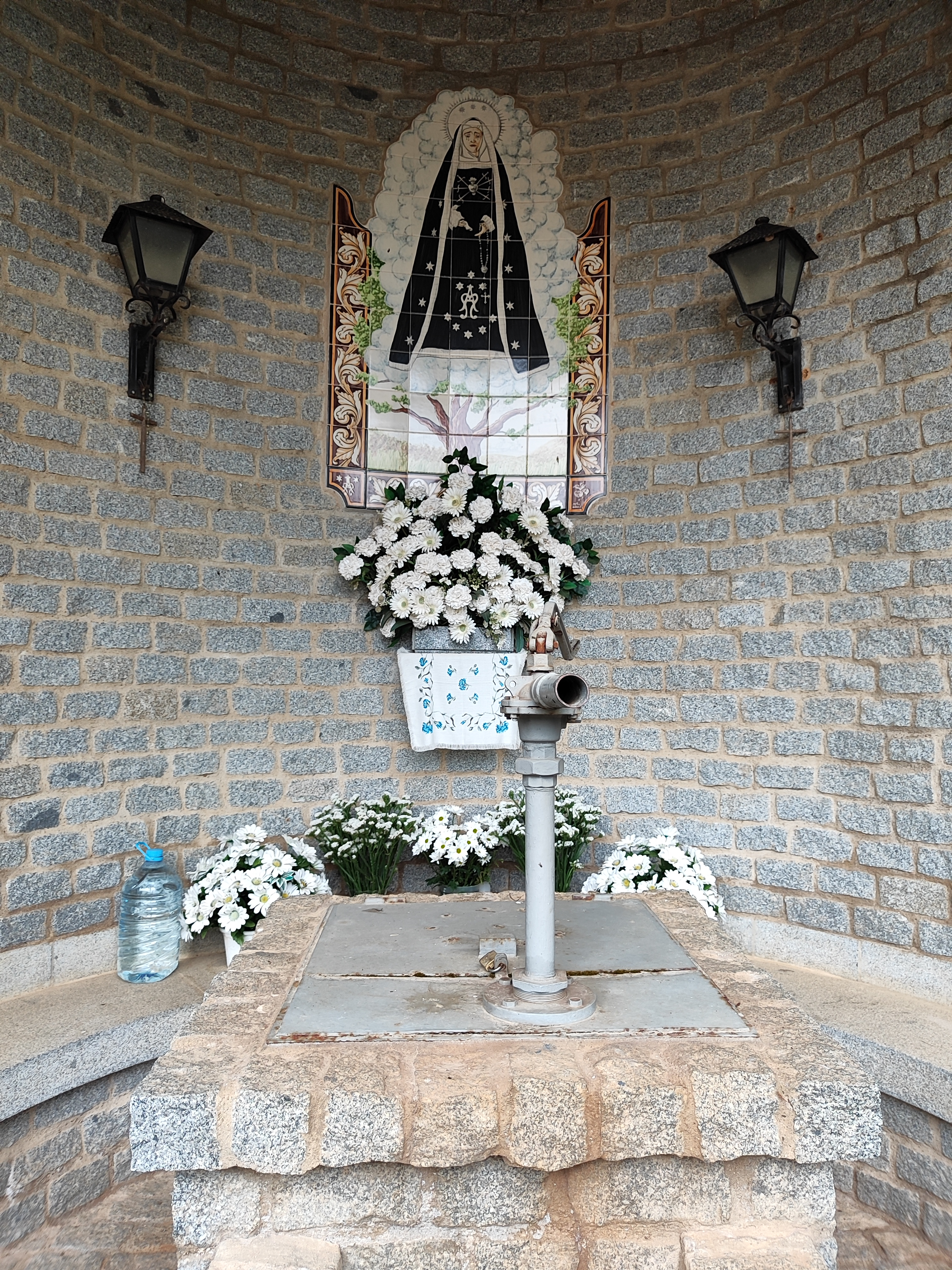
Notre-Dame des Douleurs de Chandavila.
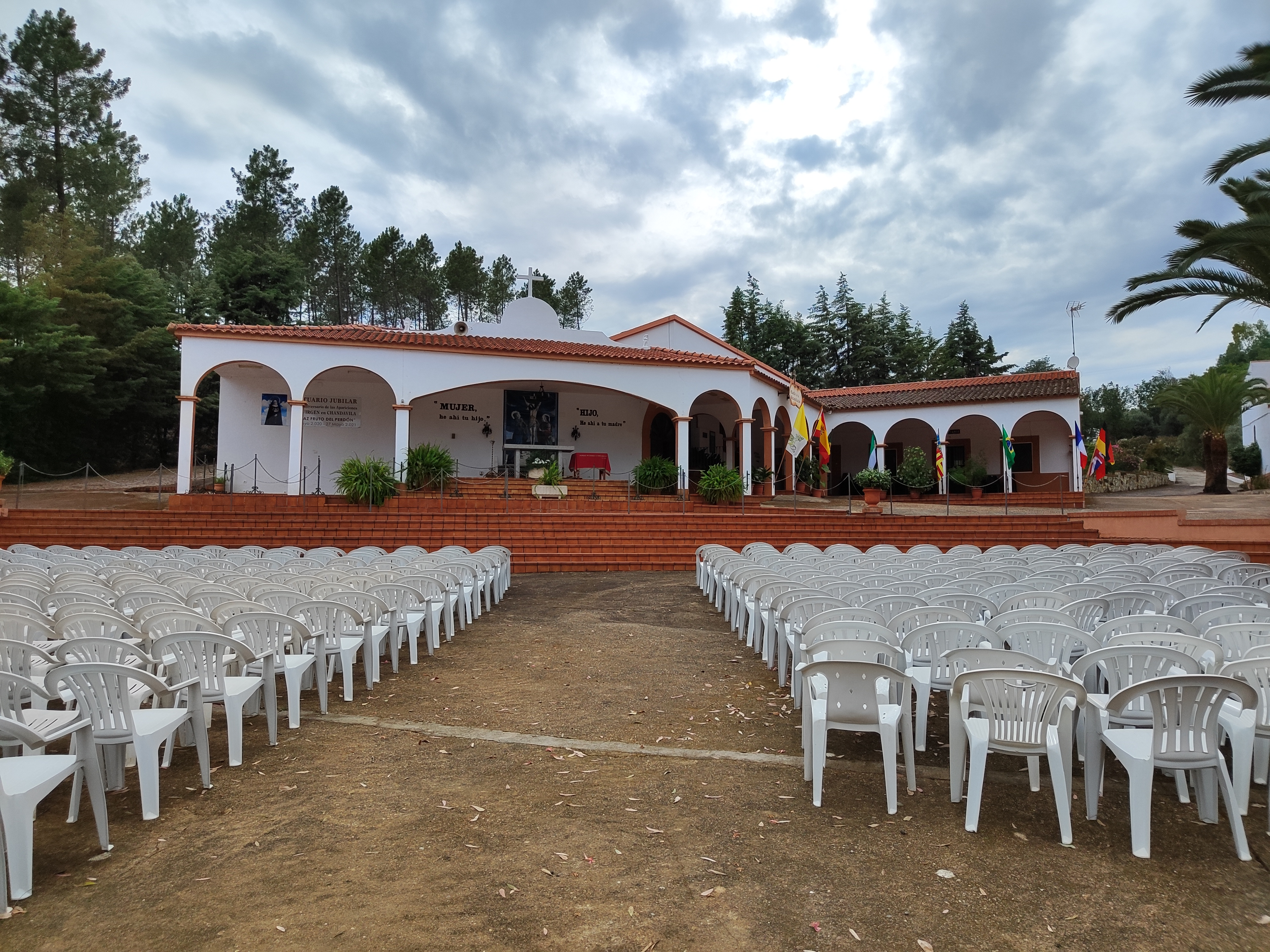
La cour extérieure du sanctuaire, prête à accueillir les pèlerins.